# 287374 Vreeland
287374 Vreeland è un asteroide della fascia principale. Scoperto nel 2002, presenta un'orbita caratterizzata da un semiasse maggiore pari a 3,0159058 au e da un'eccentricità di 0,2132045, inclinata di 0,22109° rispetto all'eclittica.